# المرشاح والقرن (المسيمير)

تعديل مصدري - تعديل

المرشاح والقرن هي إحدى قرى عزلة المسيمير بمديرية المسيمير التابعة لمحافظة لحج، بلغ تعداد سكانها 62 نسمة حسب تعداد اليمن لعام 2004.